# Thereva bequaerti
Thereva bequaerti är en tvåvingeart som beskrevs av Krober 1914. Thereva bequaerti ingår i släktet Thereva och familjen stilettflugor. Inga underarter finns listade i Catalogue of Life.